# Brezovo (ort i Bulgarien)
Brezovo (bulgariska: Брезово) är en ort i Bulgarien.   Den ligger i kommunen Obsjtina Brezovo och regionen Plovdiv, i den centrala delen av landet, 150 km öster om huvudstaden Sofia. Brezovo ligger 249 meter över havet och antalet invånare är 1 947.
Terrängen runt Brezovo är platt åt sydväst, men åt nordost är den kuperad. Närmaste större samhälle är Rakovski, 11,1 km sydväst om Brezovo.
Trakten runt Brezovo består till största delen av jordbruksmark. Runt Brezovo är det glesbefolkat, med 18 invånare per kvadratkilometer.